# 钢铁新娘
《钢铁新娘》（日语：ケメコデラックス！）是日本漫畫家岩崎正和（いわさきまさかず）所作的日本漫画作品。2005年至2011年期間進行連載，單行本全9卷。日本电视动画已从2008年10月播放，全12话。

## 故事簡介
高中生小林三平太常常惦记着十年前和一个美少女的婚约。一天早上他睁开眼睛，发现眼前出现了穿著婚纱且自称「可美克」的機器人。她宣称「我是你的新娘」，强迫三平太和她结婚。这个女性的真实身份是……

## 登場角色
可美克（聲優：齋藤千和）
突然出现在三平太眼前的謎之机器人。裡面的人是艾姆艾姆（實際上是強化防護服），不过她乘坐（穿著）可美克以后性格会变得强氣。机体的战斗能力很高。
艾姆艾姆（聲優：戶松遙）
可美克裡面的謎之美少女。虽然语气，態度看起来和和乘坐可美克的时候一样強氣，不过其实很容易害羞，也有胆小的一面。曾经说「没有可美克，我就什么也做不成」。第11集里，奇里克（三島的专务；聲優：三石琴乃）透露，艾姆艾姆的真正身份是三島宗一郎（三島初代社长）的掌上明珠，名为“三島命”。喜歡三平太。
小林三平太（聲優：喜多村英梨）
对十年前分别的初恋的少女念念不忘的少年。16歲。在和可美克（也就是艾姆艾姆）相遇以后，他平靜的日常生活完全崩溃了。
三平太的初恋的少女
十年前和三平太结下婚約的謎之少女。(其實就是艾姆艾姆，只是當時被娜諾球侵蝕掉記憶)，一直說不出口他就是那個少女。在和三平太分別的时候，让他吃下了謎之物体(奈米球)的人是另一個雙胞胎妹妹真命。
牧原泉（聲優：高橋美佳子）
三平太的青梅竹馬。F罩杯。喜欢三平太，有时候會和可美克发生激烈的争执。
黑崎涼子（聲優：白石涼子）
監視三平太的搜查官。也是三平太的同学。经常让三平太跑腿。其戰鬥力不輸給可美克。
早川美咲（聲優：釘宮理惠）
牧原泉的好朋友。電波少女。体型是小学生的水平。有S的傾向。疑似是有錢人家的千金小姐。其實她是M-納米系統的能力及資金提供者，在漫畫第3卷時使用能力救了小林玉子（三平太的妹妹）。
南野良太， 台译南野龙太（聲優：水澤史繪）
三平太和美咲的好朋友兼同班同學。單戀同班的黑崎涼子。
小林玉子（聲優：後藤麻衣）
三平太的妹妹。12歲。和哥哥和母亲不同，性格很认真。
小林富美子（聲優：川澄綾子）
三平太的母亲。漫画家但每次都讓編輯摧稿。
神代雪奈（聲優：野中藍）
第二学期轉学来的謎之同学。性格天然呆，喜欢閱读轻小说。动画中并无实质性戏份。
利可·艾特·安德羅茲（聲優：花澤香菜）
三島電器第五開發部部長。十歲ＩＱ就有４００的超級天才。

## 單行本
| 卷數 | MediaWorks→ASCII Media Works | MediaWorks→ASCII Media Works | 東立出版社    | 東立出版社             |
| 卷數 | 發售日期                     | ISBN                         | 發售日期      | ISBN                   |
| ---- | ---------------------------- | ---------------------------- | ------------- | ---------------------- |
| 1    | 2006年6月27日                | ISBN 978-4-8402-3502-0       | 2007年4月16日 | ISBN 978-986-11-9657-2 |
| 2    | 2007年1月27日                | ISBN 978-4-8402-3749-9       | 2007年5月7日  | ISBN 978-986-11-9658-9 |
| 3    | 2007年8月27日                | ISBN 978-4-8402-4008-6       | 2008年5月15日 | ISBN 978-986-10-1216-2 |
| 4    | 2008年4月26日                | ISBN 978-4-0486-7046-3       | 2008年9月4日  | ISBN 978-986-10-1732-7 |
| 5    | 2008年10月25日               | ISBN 978-4-0486-7388-4       | 2009年3月2日  | ISBN 978-986-10-2698-5 |
| 6    | 2009年6月27日                | ISBN 978-4-0486-7865-0       | 2010年3月17日 | ISBN 978-986-10-3946-6 |
| 7    | 2010年2月26日                | ISBN 978-4-0486-8427-9       | 2011年3月31日 | ISBN 978-986-10-6483-3 |
| 8    | 2010年9月27日                | ISBN 978-4-04-868915-1       | 2011年4月28日 | ISBN 978-986-10-6484-0 |
| 9    | 2011年8月27日                | ISBN 978-4-04-870827-2       | 2012年5月25日 | ISBN 978-986-10-8636-1 |

## 电视动画
于2008年10月开始播放，共12话。
- 原作：岩崎正和
- 企画：川村明广、后藤靖彦、大熊保幸、菊池浩司、酒匈畅彦、云出幸治
- 剧本统筹：成田良美
- 人物设定/作画总监：杉本功
- 衣装设计：吉川美贵
- 美术监督：吉川洋史
- 色彩设计：坂本いづみ
- 摄影监督：田泽二郎
- 3D·CGI：副島惠文
- 责任编辑：西山茂
- 音响监督：岩浪美和
- 作曲：高木隆次
- 音乐制片人：川濑朗
- 执行制片人：漆山淳
- 制片人：中山信宏、山本良、斋藤朋之、打越领一、武智恒雄、池田慎一
- 监制：川濑浩平、梅泽淳、里见哲朗
- 导演：水岛努
- 动画制作：HAL FILM MAKER
- 製作：「鋼鐵新娘」製作委員會（Geneon、ASCII Media Works、讀賣電視台、AC Create、KlockWorx、讀賣廣告社）

### 主題曲
片头曲
作詞：水島努、作·編曲：高木隆次、演唱：（齋藤千和×户松遥×高橋美佳子×釘宮理惠×白石涼子×川澄綾子×後藤麻衣）
片尾曲「抖抖布丁體操」（プリップリン体操）
作詞：水島努、作·編曲：高木隆次、演唱：可美克（齋藤千和）

### 各话列表
| 話数     | 日文标题 | 中文标题         | 剧本     | 分镜     | 演出     | 作画監督 |
| -------- | -------- | ---------------- | -------- | -------- | -------- | -------- |
| 第一話   |          | 钢铁新娘         | 水島努   | 水島努   | 水島努   | 杉本功   |
| 第二話   |          | 小林家的人们     | 山本寬   | 山本寬   | 山本寬   | 松尾祐輔 |
| 第三話   |          | 可美克上学去！？ | 成田良美 | 影山楙倫 | 神原敏昭 | 相坂直樹 |
| 第四話   |          | 当她穿上泳装！？ | 廣田光毅 | 大脊戶聰 | 大脊戶聰 | 羽生貴之 |
| 第五話   |          | 战士的休息       | 成田良美 | 室谷靖   | 鎌仲史陽 | 相澤澄江 |
| 第六話   |          | 三島的女人       | 成田良美 | 影山楙倫 | 浅野勝也 | 阿部智之 |
| 第七話   |          | 陷入危機的小泉！ | 山本寬   | 吉岡忍   | 水島努   | 相澤澄江 |
| 第八話   |          | 黑色女孩         | 廣田光毅 | 大脊戶聰 | 大脊戶聰 | 羽生貴之 |
| 第九話   |          | 大逃殺？         | 水島努   | 浅野勝也 | 浅野勝也 | 浅野勝也 |
| 第十話   |          | 煙火             | 廣田光毅 | 大和直道 | 大和直道 | 阿部智之 |
| 第十一話 |          | 三島             | 成田良美 | 名取孝浩 | 浅野勝也 | 浅野勝也 |
| 第十二話 |          | 奇里克VS可美克   | 成田良美 | 水島努   | 水島努   | 杉本功   |

### 播放電視台
| 播放地區   | 播放電視台       | 所屬聯播網     | 播放日期                  | 播放時間（UTC+9）       | 備註                                |
| ---------- | ---------------- | -------------- | ------------------------- | ----------------------- | ----------------------------------- |
| 神奈川縣   | 神奈川電視台     | 獨立UHF局      | 2008年10月4日 - 12月20日  | 週六26時00分 - 26時30分 | 早2日                               |
| 千葉縣     | 千葉電視台       | 獨立UHF局      | 2008年10月6日 - 12月22日  | 週一25時40分 - 26時10分 | 同日網路                            |
| 近畿廣域圈 | 讀賣電視台 (ytv) | 日本電視台系列 | 2008年10月6日 - 12月22日  | 週一26時24分 - 26時54分 | 製作委員会參加 『MONDAY PARK』第2部 |
| 埼玉縣     | 埼玉電視台       | 獨立UHF局      | 2008年10月7日 - 12月23日  | 週二26時00分 - 26時30分 | 晚1日                               |
| 中京廣域圈 | 中京電視台       | 日本電視台系列 | 2008年10月8日 - 12月24日  | 週三27時14分 - 27時44分 | 晚2日                               |
| 日本全國   | AT-X             | 收費電視       | 2008年10月14日 - 12月30日 | 週二9時30分 - 10時00分  | 晚8日，有重播時段                   |
| 臺灣       | Animax HD        | 中華電信MOD    | 2016年8月29日－9月9日     | 每日18:30－19:00        | UTC+8，有重播時段                   |

## 游戏
由5pb.制作的NDS版游戏于2009年2月26日发售，其标题是《鋼鐵新娘DS ～新娘與機器與男與女～（日语：ケメコデラックス！DS ～ヨメとメカと男と女～）》。